# Kołatnik
Kołatnik – osada w Polsce położona w województwie zachodniopomorskim, w powiecie wałeckim, w gminie Wałcz.
W miejscowości znajduje się Referat Gospodarki Wodno Ściekowej urzędu gminy Wałcz oraz stadnina koni.
W latach 1975–1998 miejscowość administracyjnie należała do województwa pilskiego.